# Christian Piot
Christian Piot (* 4. října 1947, Ougrée) je bývalý belgický fotbalista, který hrál jako brankář. S belgickou reprezentací získal bronzovou medaili na mistrovství Evropy v roce 1972 (odchytal oba zápasy: semifinále i utkání o třetí místo). Zúčastnil se i mistrovství světa v roce 1970, kde odehrál všechna tři belgická utkání na turnaji. Za národní tým nastupoval v letech 1969–1977 a odehrál za něj 40 utkání, v nichž vstřelil jednu branku. Na klubové úrovni hrál za Standard Lutych (1966–1978). Stal se s ním třikrát mistrem Belgie (1968–69, 1969–70, 1970–71). Jednou vyhrál belgický pohár (1966–67). V roce 1972 byl vyhlášen nejlepším hráčem belgické ligy.